# Karl-Jaspers-Preis
Der Karl-Jaspers-Preis wurde bis 2004 alle drei Jahre und wird seitdem in unterschiedlichen Abständen von der Stadt Heidelberg, der Heidelberger Akademie der Wissenschaften und der Universität Heidelberg vergeben. Er wurde 1983 aus Anlass des 100. Geburtstags von Karl Jaspers gestiftet und war mit einem Preisgeld in Höhe von 5000 Euro dotiert. Zunächst von Stadt und Universität allein vergeben, ist die Heidelberger Akademie der Wissenschaften 2013 als dritter Preisstifter hinzugekommen und das Preisgeld wurde auf 25.000 Euro erhöht.
Das Auswahlgremium besteht aus dem Rektor der Universität, zwei vom Gemeinderat der Stadt gewählte Persönlichkeiten, je einem Mitglied der Heidelberger Akademie der Wissenschaften und der in Heidelberg ansässigen Max-Planck-Institute, dem Rektor der Hochschule für Jüdische Studien und dem Vorsitzenden der Karl-Jaspers-Stiftung in Basel. Geehrt werden sollen interdisziplinäre Leistungen aus den Bereichen der Philosophie und Psychiatrie.

## Preisträger
- 1983 Emmanuel Levinas
- 1986 Hans-Georg Gadamer
- 1989 Paul Ricœur
- 1992 Jeanne Hersch
- 1995 Jürgen Habermas
- 1998 Jean Starobinski
- 2001 Robert Spaemann
- 2004 Michael Theunissen
- 2008 Jean-Luc Marion
- 2014 Hans Maier
- 2017 Jan Assmann und Aleida Assmann
- 2019 Rudolf G. Wagner (posthum)
- 2022 Volker Gerhardt